# Królestwo Hanthawaddy
Królestwo Hanthawaddy (birm. ဟံသာဝတီ ပဲခူး တိုင်းပြည်; mon ဟံသာဝတဳ; /hɔŋsawətɔe/; także Hanthawaddy Pegu lub po prostu Pegu) – dominujące królestwo na terenie Dolnej Birmy rozciągające swoją władzę nad tym terenem w latach 1287–1539 oraz 1550–1552.
To mońskie królestwo zostało założone pod nazwą Ramannadesa (lub Ramanya – birm. ရာမညဒေသ; mon. ရးမည) przez króla Wareru po upadku Imperium Paganu w 1287, jako nominalne państwo wasalne wobec królestwa Sukhothai oraz mongolskiej dynastii Yuan. Królestwo Hanthawaddy uzyskało formalną niezależność od Sukhothai w roku 1330, ale pozostało luźną federacją trzech głównych regionalnych centrów władzy: delty Irawadi, Pegu i Martabanu. Jego królowie mieli niewielką lub wręcz żadną władzę nad swymi wasalami. W latach 1363–1388 Martaban występował z otwartym buntem.
Energiczne rządy króla Razadarita (panował w latach 1384–1421) utrwaliły byt królestwa. Razadarit scalił mocno trzy mówiące po mońsku regiony i z sukcesem odparł północne, birmańskojęzyczne, królestwo Ava podczas Wojny Czterdziestoletniej (1385–1424), czyniąc w jej trakcie zachodnie królestwo Arakanu swoim hołdownikiem w latach 1413–1423. Wojna zakończyła się patem, faktycznie jednak była zwycięstwem Hanthawaddy, gdyż władcy Ava musieli ostatecznie porzucić swoje marzenia o odbudowie Imperium Paganu. W latach, które nastąpiły po wojnie Pegu wspierało okazjonalnie południowych wasali Ava – Pyain i Taungngu – podczas wszczynanych przez nich buntów, unikając jednak wciągnięcia w wojnę na pełną skalę.
Po zakończeniu wojny królestwo Hanthawaddy wkroczyło w swój złoty wiek, podczas gdy jego rywal – Ava – zaczął stopniowo chylić się ku upadkowi. Od lat 20. XV w. do lat 30. wieku XVI, Hanthawaddy było najpotężniejszym i najbardziej kwitnącym królestwem spośród wszystkich, jakie wyrosły po upadku Paganu. Pod rządami szeregu szczególnie utalentowanych królów – Binnya Ran I, Shin Sawbu, Dhammazedi i Binnya Ran II – królestwo cieszyło się długim złotym wiekiem ciągnąc korzyści z handlu zagranicznego. Jego kupcy handlowali z kupcami znad całego Oceanu Indyjskiego napełniając królewski skarbiec złotem, srebrem, jedwabiem, korzeniami oraz wszelkimi innymi przedmiotami wczesnego handlu nowożytnego. Królestwo zasłynęło także jako centrum buddyzmu Therawady. Ustanowiło ono silne więzi z Cejlonem i zachęcało do reform, które objęły później cały kraj.
Koniec potężnego królestwa był gwałtowny. Począwszy do roku 1535 stało się ono celem ciągłych najazdów Taungngu. Król Takayutpi nie był w stanie dowodzić znacznie większymi siłami swego królestwa przeciwko o wiele słabszemu Taungngu, na czele którego stał król Tabinshwehti wraz ze swym zastępcą – generałem Bayinnaungiem. Siły Taungngu zajęły deltę Irawadi w roku 1538, Pegu w 1539 oraz Martaban w 1541. Królestwo odżyło na krótko w roku 1550 po zabójstwie Tabinshwehtiego. Jednak jego władza rozciągała się niewiele dalej niż granice miasta Pegu. Bayinnaung szybko stłumił rebelię w marcu 1552 r.
Chociaż władza królów Taungngu rozciągała się nad całą Dolną Birmą aż do połowy XVIII w., pamięć o złotym wieku Hanthawaddy była troskliwie podtrzymywana przez zamieszkujących ten region Monów. W roku 1740 powstali oni przeciw utrzymującej się ostatkiem sił dynastii Taungngu i utworzyli Odrodzone Królestwo Hanthawaddy.